# Avram Leib Zissu
Avram Leib Zissu (n. 25 ianuarie 1888, Piatra-Neamț, Neamț, România – d. 16 septembrie 1956, Tel Aviv, Israel) a fost un scriitor avangardist, publicist, om de afaceri, filantrop și fruntaș sionist evreu român., unul dintre principalii fruntași ai evreilor din România in perioada interbelică și în timpul celui de-al Doilea Razboi Mondial. A fost președinte de onoare al Partidului Evreiesc din România. De origine socială modestă și educat în tinerețe în spiritul religios al hasidismului, Zissu a devenit un publicist și scriitor, polemist și promotor al culturii și un activist sionist de frunte. În tinerețe s-a distins prin editarea cotidianului evreiesc „Mântuirea”. La începutul secolului ai XX-lea s-a implicat in efortul de unire si reactivare a mișcării sioniste din România.Înainte de sfârsitul Primului război mondial Zissu s-a remarcat ca teoretician al sionismului religios, preferând comunitarismul și separatismul opuse opțiunii asimilaționiste, dar, în același timp, a fost activ în viata culturala românească ca promotor al modernismului literar, romancier și dramaturg în limba română și mecenat. A fost animatorul Partidului Evreiesc, aflat în rivalitate pentru votul pe strada evreiască cu Uniunea Evreilor Români, care reprezenta curentul dominant. Zissu și liderul Uniunii Evreilor Români, Wilhelm Filderman, au avut controverse de o viață asupra politicii de apărare a drepturilor și intereselor naționalității evreiești în România, ceea ce a inclus relații de antipatie reciprocă, dar și episoade de fraternizare. În timpul regimului comunist a fost condamnat la temniță grea pentru activitatea sionistă. Eliberat din închisoare  în 1956 a emigrat în Israel, într-o stare de sănătate precară și a murit la scurt timp după aceea.

## Biografie

Avram Leib Zissu

### Copilărie și tinerețe
Avram Leib (Leiba) Zissu s-a născut în 1888 la Piatra Neamț,  fiind unul din cei 10 copii, patru băieți și șase fete, al unei familii de evrei cu rădăcini hasidice. Tatăl său, Pincu Ezra Zissu era contabil de bancă,iar mama sa, Hinda-Lea, casnică.Numele său de familie Zissu (care seamănă cu un nume de familie, de origine greacă, existent la aromâni.) este versiunea românească a numelui idiș Zis (în germană - Süss),însemnând Dulce. .
Zissu împărtășea credința că locul său de naștere, Piatra Neamț, era legat de istoria hasidismului, și că o parte din Masivul Ceahlău, numită Valea Jidovului, amintea de Baal Shem Tov.   
A făcut studii religioase iudaice semi-formale , particulare, și ca autodidact, în cursul cărora a devenit familiar cu Talmudul, exegeza iudaică si cu Kabala. La 20 ani a obținut titlul de rabin, dar fără să practice mai departe această meserie. În anii de tinerețe la Piatra Neamț frații Zissu au fost prieteni cu Eugen Relgis care s-a distins ulterior prin scrieri anarhiste și apoi ca scriitor și publicist în domeniul culturii evreiești. La Iași i-a frecventat pe renumiții intelectuali evrei Elias și Moses Schwarzfeld care l-au introdus în cercul lor de literați.
A urmat și studii liceale în orașul natal. În 1904, de la 16 ani, după ce banca la care lucra tatăl său s-a închis, Zissu a fost nevoit să lucreze în contabilitate și a renunțat la bursa de studii în filosofie care i s-a oferit pentru a învăța la Halberstadt, în Germania. Paralel cu munca de contabil, a început să scrie literatură și articole publicistice în limba română, și uneori, în ebraică.
Încă din 1904 și până în 1910 Zissu a colaborat la revista evreiască „Egalitatea” de la Iași. În capitala Moldovei a devenit conștient de virulența antisemitismului în rândurile studenților, influențați de propaganda profesorului A.C.Cuza și a altora.
În decembrie 1907 Avram Leib Zissu si D.Kahane au reprezentat pe evreii din Piatra Neamț la al X-a Conferință Sionistă care s-a ținut la Galați. Acolo Zissu a apărat ideea „sionismului spiritual”, pe care îl vedea mai însemnat decât pe cel organizatoric.
Din 1910 a început să lucreze la Banca Moldovei, unde în 1914 a organizat o grevă de protest. 
A continuat sa fie implicat in mișcarea culturală evreiască din Iași, activând, alături de Samson Lazăr-Șaraga, poetul Iacob  Groper si de rabinul Iacob Itzhak Niemirower. În februarie 1912 împreună cu I.Schoenberg, Zissu i-a reprezentat pe evreii din Iași la aniversarea a 30 ani de sionism, sărbătorită la București în prezența lui Nahum Sokolov. În acea perioadă l-a cunoscut și pe pictorul Reuven Rubin, "un fel de discipol" al său, care a emigrat în Franța în 1923.

### Începutul activității in domeniul publisticii și literaturii
În Piatra Neamț a redactat în iunie-decembrie 1909 în colaborare cu Menahem-Mendel Braunstein (Mibashan) o publicație lunară în ebraică, „Hamekitz” (Deșteptătorul), probabil prima revistă laică în ebraică apărută în Vechiul Regat. După scurtă vreme, împreună cu Petre Constantinescu-Iași a publicat la Iași șase numere din saptămânalul literar românesc Floare albastră (1911-1912), unde a semnat cu pseudonimul Ormuz. Revista avea în general o linie traditionalistă și neo-romantică, opusă atât simbolismului, cât și orientării de stânga a revistei Viața Românească. Unul din cei mai însemnați colaboratori la această publicație a fost tânărul poet Beniamin Fundoianu (Wexler), din familia de cărturari Schwarzfeld, și care scria sub pseudonim. Au mai colaborat Sandu Teleajen (tot sub pseudonim),Ludovic Dauș, Enric Furtună, Constantin Motaș and Grigore T. Popa. A scos la Galați revista Hatikvah și a colaborat la revista literară în limba idișLicht din Iași. În 1919 a fondat la București gazeta sionistă Mântuirea. A mai colaborat cu revistele Egalitatea, Opinia, Integral, Lumea evree, Adam, Puntea de fildeș, Spicul, Bilete de papagal și a fost prieten cu Gala Galaction și Tudor Arghezi. 
În 1914 Zissu a debutat cu piesa de teatru „David Brandeis” și a scris pentru revista în limba idiș „Liht” (Lumina)

### Om de afaceri, literat si mecenat
După 1914 s-a căsătorit cu fiica industriașului Karl Thimmer, și a lucrat ca procurist și apoi, ca administrator de concerne industriale, ulterior devenind coproprietarul fabricii de zahăr din Ripiceni. Ajungând, în aceste împrejurări, foarte înstărit, Zissu a devenit și un filantrop și mecenat, ajutând pe unii intelectuali evrei și români nevoiași.   
În 1926 a scos romanul Spovedania unui candelabru care a fost, la scurtă vreme, tradusă și prefațată de Barbu Fundoianu (cunoscut ca Benjamin Fondane) la Paris.
În 1927 s-a mutat la Berlin, în scop de afaceri. Acolo a continuat să scrie romane, povestiri și eseuri pe care le-a publicat in România. După instaurarea regimului nazist in Germania, Zissu s-a întors în România, unde a devenit unul din conducătorii politici ai evreilor români.
Pe plan politic, a criticat pe Wilhelm Filderman, președintele Uniunii Evreilor Români, căruia i-a reproșat că ar facilita asimilarea evreilor din România.

### În anii regimului antonescian
În 1941 a fost ales în locul lui Mișu Benvenisti ca președinte al Comitetulul Executiv Sionist, funcție pe care a ocupat-o până în noiembrie 1944. A condus Partidul Național Evreiesc și a fost președinte de onoare a Partidului Evreiesc din România. 
Între 1941-1944 a condus un oficiu semilegal de emigrare, care urmărea facilitarea emigrării spre Palestina a evreilor din România și a celor refugiați în România, în împrejurarile blocării de către Regatul Unit a accesului în Palestina pentru majoritatea evreilor care încercau să se salveze din Holocaust.

### DupăAl Doilea Război Mondial
Sub regimul comunist, a fost arestat și acuzat de spionaj în 1951 și judecat în 1954 la procesul sioniștilor, și condamnat la temniță grea pe viață pentru înaltă trădare. În 1956 este eliberat și, ajuns în Israel, moare la Tel Aviv, la doar câteva săptămâni după eliberare.

## Figura lui Zissu în media artistică
Este unul din personajele principale ale romanului De două mii de ani și a Jurnalului lui Mihail Sebastian.

## Scrieri
- David Brandeis, 1914
- Spovedania unui candelabru, 1926
- Ereticul de la Mânăstirea Neamțu, 1930 - culegere de nuvele
- Marcu sin Marcu, 1934
- Calea calvarului, 1935
- Samson și noul Dagon, 1939 - roman, prefațat de Gala Galaction
- Manuel sin Marcu (reed. Marcu sin Marcu), Ed. Hasefer, București, 2018

### Eseuri
- Logos, Israel, Biserica - carte de polemică cu creștinismul, conținând o analiză critică a Noului Testament, din punctul de vedere al unui evreu crescut în iudaismul ortodox
- Nu există cult mozaic - exprima ideea ca evreii sunt o naționalitate, și nu o religie, și cerea desființarea „cultului mozaic” organizat și a instituției Șef rabinatului din România, în acelaș timp se opunea reformei din iudaism. Cartea a fost retrasă din circulație după șase luni de la apariție.